# Палац спорту (станція метро, Київ)
50°26′17″ пн. ш. 30°31′15″ сх. д. / 50.43806° пн. ш. 30.52083° сх. д.
«Пала́ц спо́рту» — 30-та станція Сирецько-Печерській лінії Київського метрополітену між станціями «Кловська» та «Золоті ворота». Відкрита 31 грудня 1989 року в складі першої черги будівництва Сирецько-Печерської лінії. Назву станція отримала від розташованого поруч Палацу спорту.
Має перехід на станцію  «Площа Українських Героїв» Оболонсько-Теремківської лінії.

## Конструкція
Конструкція станції — пілонна трисклепінна глибокого закладення з острівною платформою.
Колійний розвиток: станція без колійного розвитку
Станція має три підземних зали — середній і два зали з посадочними платформами. Зали станції з'єднані між собою рядами проходів-порталів, які чергуються з пілонами великого перерізу. Середній зал ескалаторним тунелем з'єднаний з підземним вестибюлем, який виходить до підземного переходу, що веде на Спортивну площу, Еспланадну та Рогнідинську вулиці. Для підйому та спуску пасажирів в ескалаторному тунелі встановлено одномаршевий тристрічковий ескалатор. Наземний вестибюль відсутній.

## Оздоблення
Станція глибокого закладення з пілонами великого перерізу. Незвична конструкція сприяла створенню незвичного вирішення склепіння у центральному залі — вона не радіальна, а більш трапецевидна із заоваленими кутами. З цієї станції почалося широке використання алюмінію в оздобленні станцій метро. Колони облицьовані зеленим (на той час дуже незвичним) кубинським мармуром та алюмінієвим профілем. Світлові лінії з стандартних світильників практичні і органічно вписуються у загальний інтер'єр станції.
Тематично-архітектурна будова перону відображає свою особливість, трохи збільшена висота залу дозволила авторам створити її динамічність. Оздоблювальні матеріали — мармур, граніт, кольоровий метал надають станції індивідуальності.

## Пересадки
Станція є частиною пересадкового вузла між Сирецько-Печерською та Оболонсько-Теремківською лініями. Середні зали станцій «Палац Спорту» й «Площа Українських Героїв» сполучені пішохідним тунелем, обладнаним одномаршевим чотиристрічковим ескалатором.

## Цікавий факт
«Палац спорту» — єдина станція київського метрополітену, де на колійній стіні впродовж тривалого часу зберігалися назви станції російською мовою. У лютому 2015 році російськомовні написи було демонтовано.

## Пасажиропотік
| Рік                           | 2009 | 2011 | 2012 | 2013 | 2014 | 2015 | 2016 | 2017 | 2018 |
| ----------------------------- | ---- | ---- | ---- | ---- | ---- | ---- | ---- | ---- | ---- |
| Пасажиропотік, тис. осіб/добу | 19,1 | 17,5 | 17,8 | 18,6 | 20,0 | 21,8 | 24,2 | 24,5 | 24,5 |

## Галерея

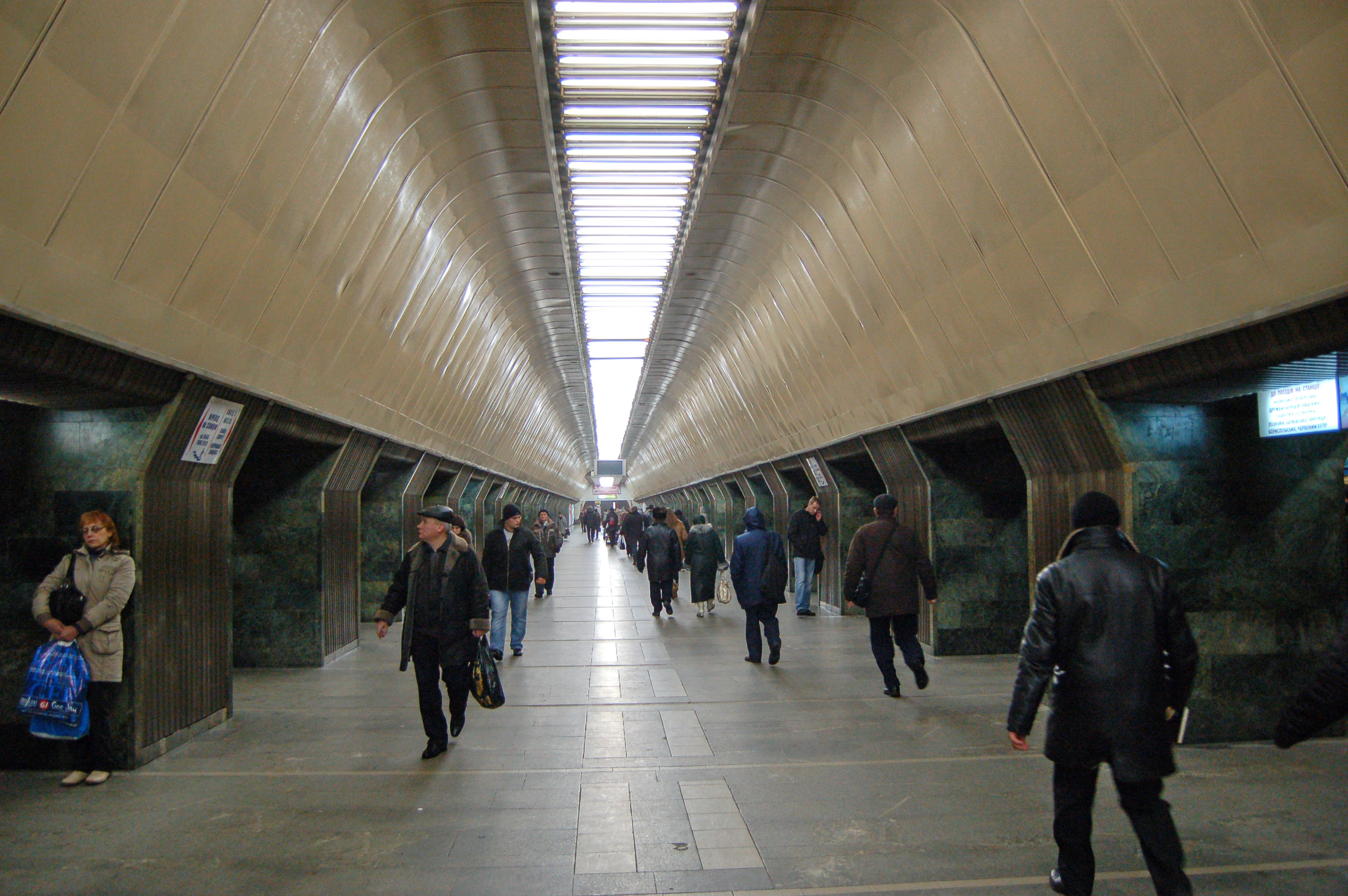
Центральний зал
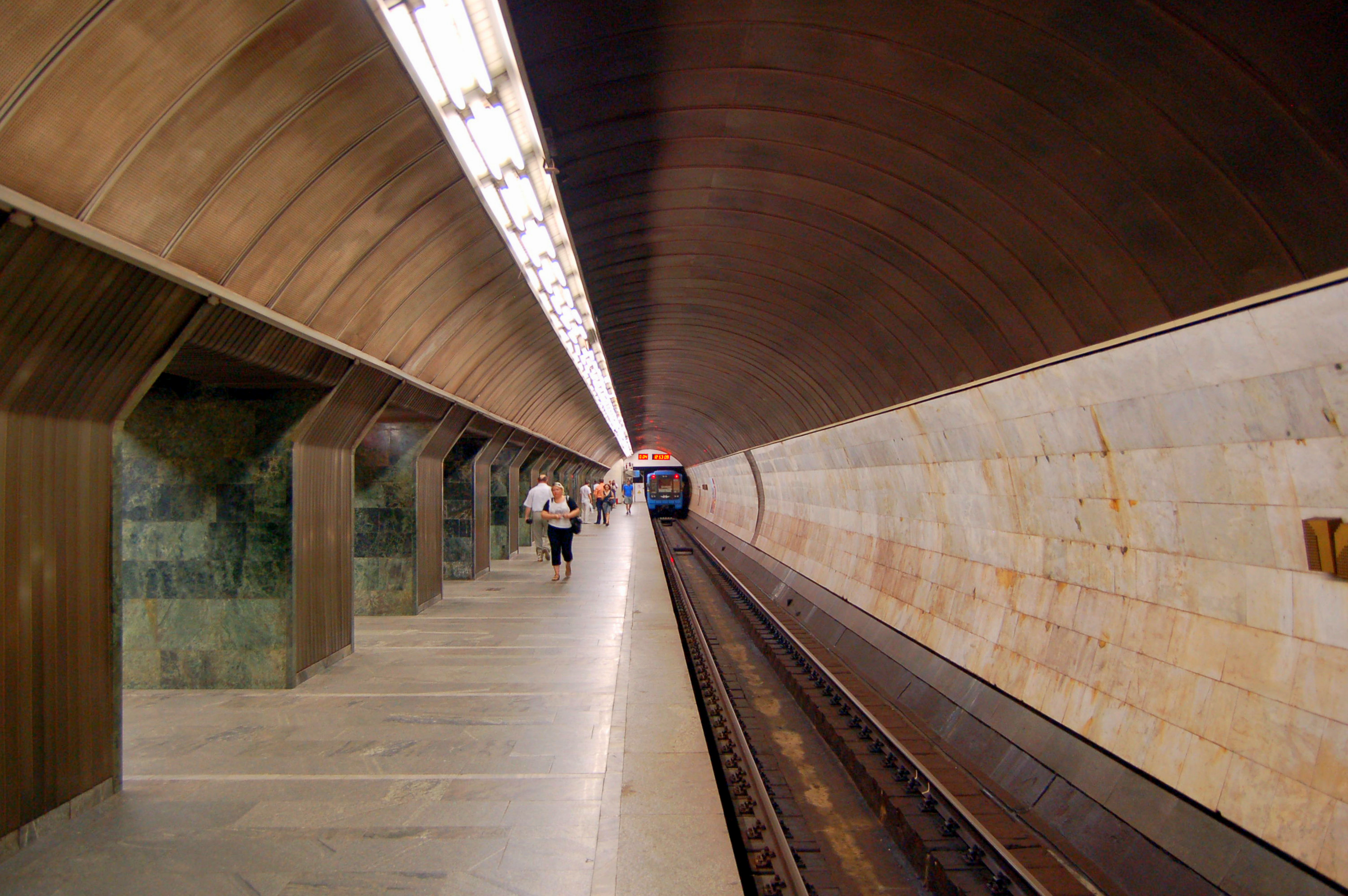
Посадкова платформа
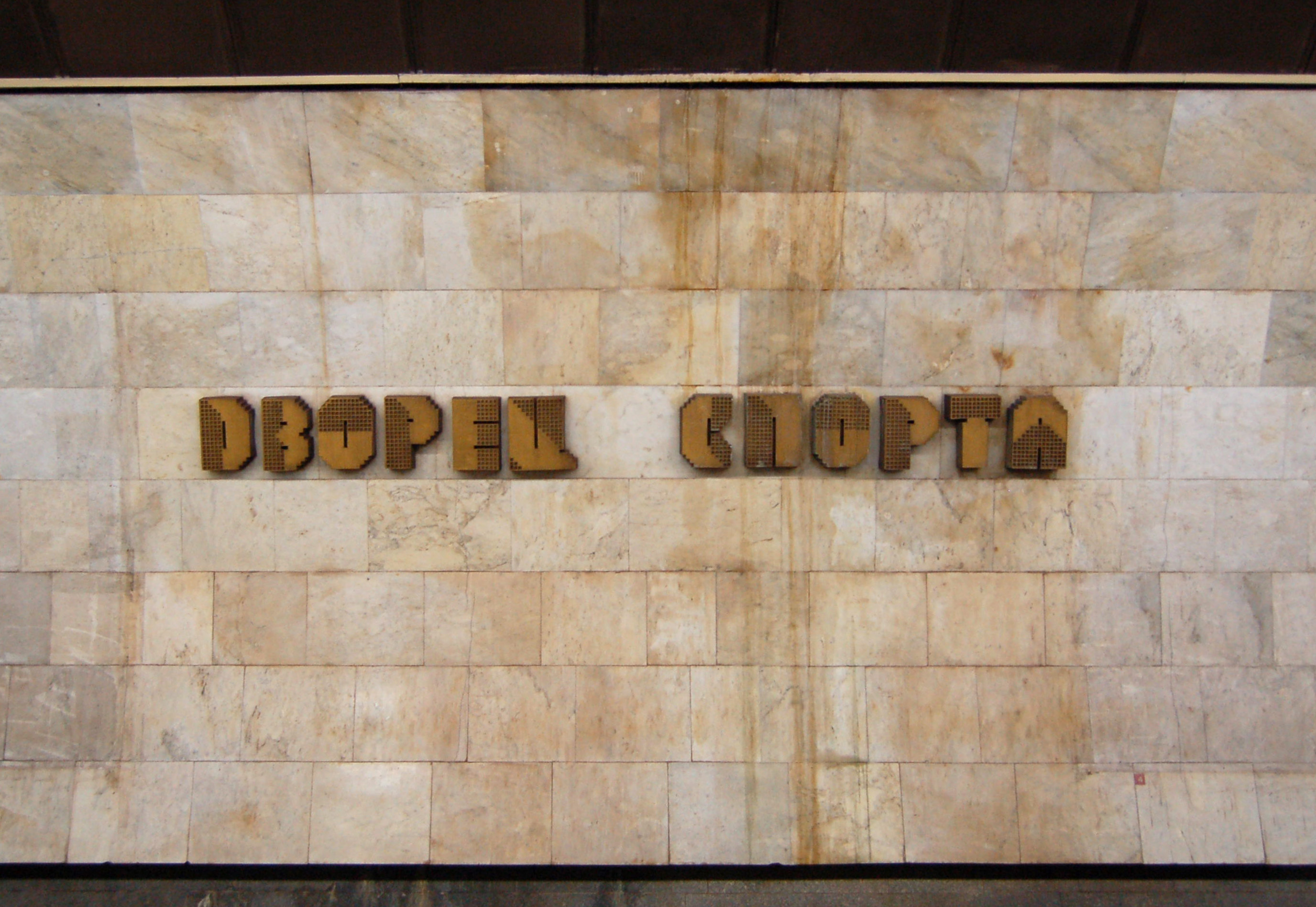
Назва станції на колійній стіні російською мовою (до демонтажу у лютому 2015 року)
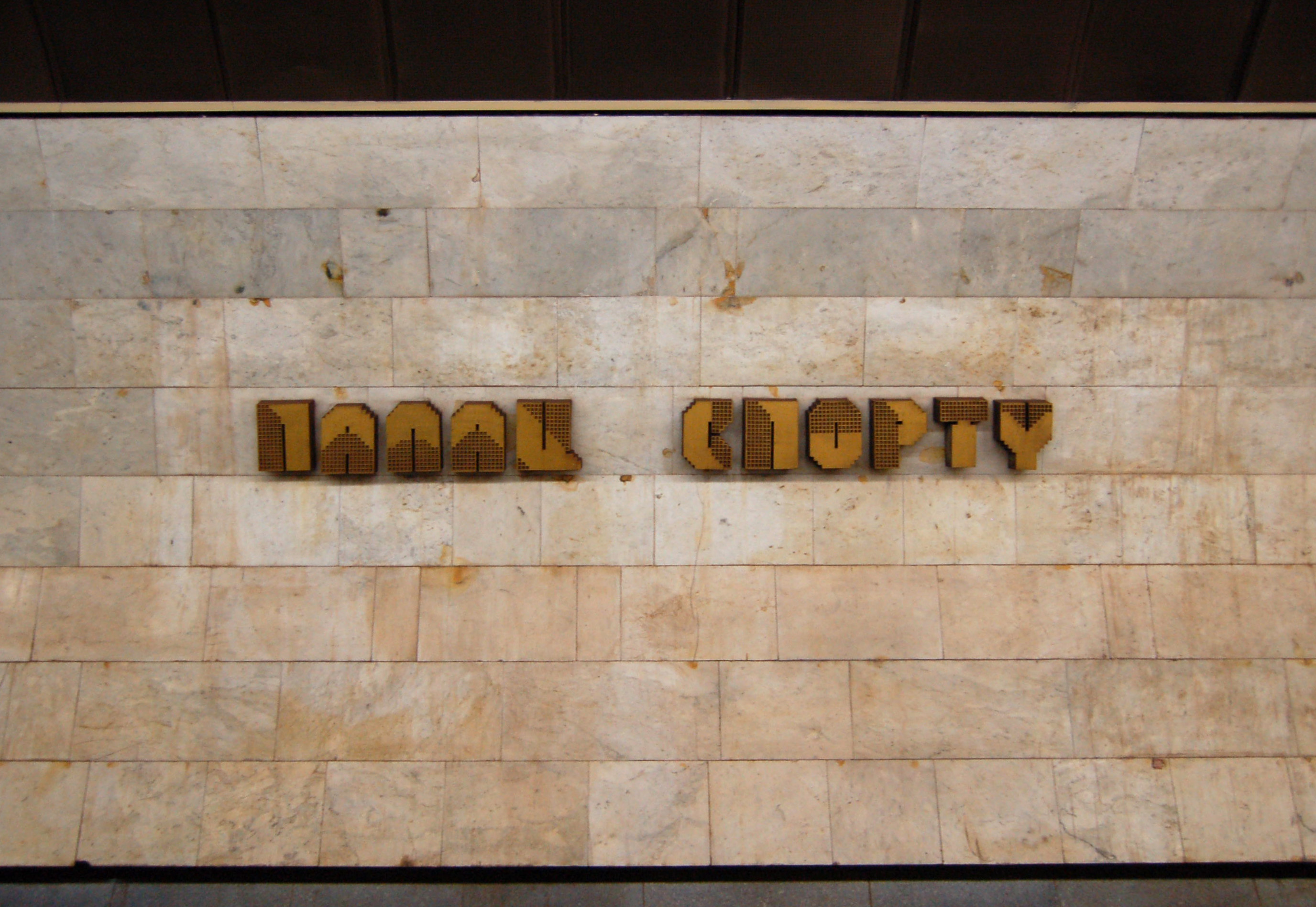
Назва станції на колійній стіні українською мовою (після реконструкції у лютому 2015 року)
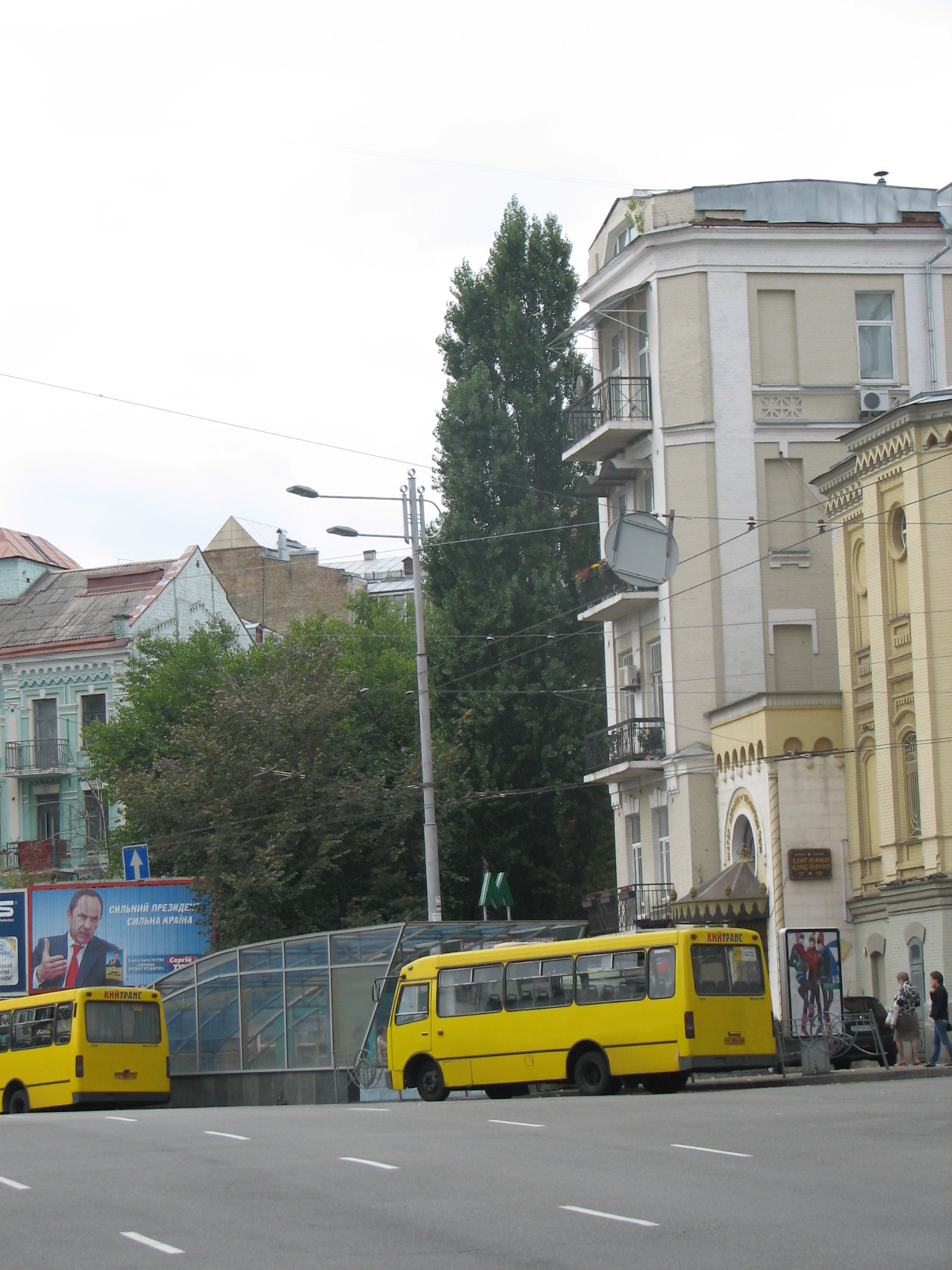
Вихід у місто зі станції «Палац спорту»

Пересадковий вузол
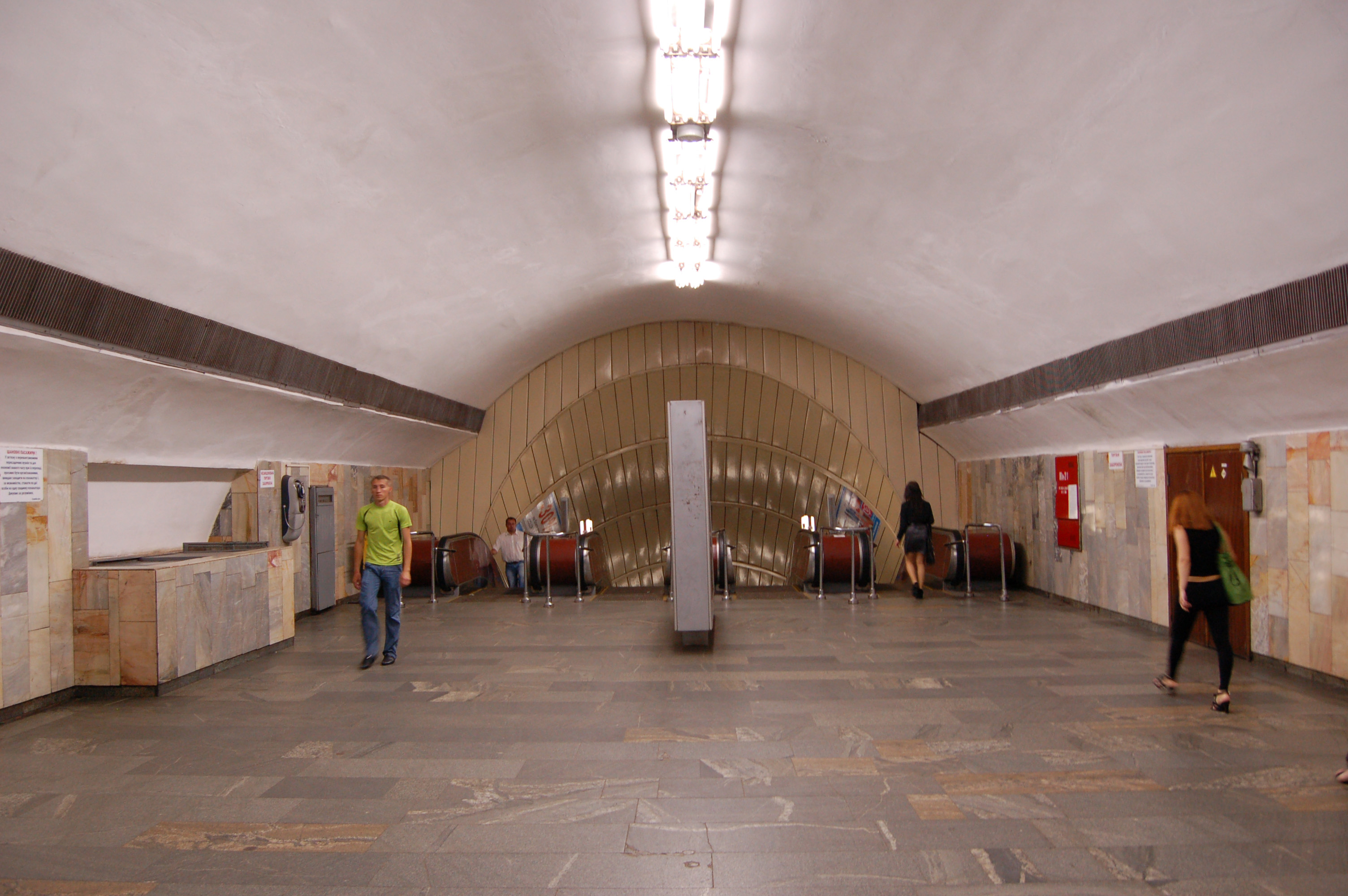
Аванзал поруч з ескалаторами
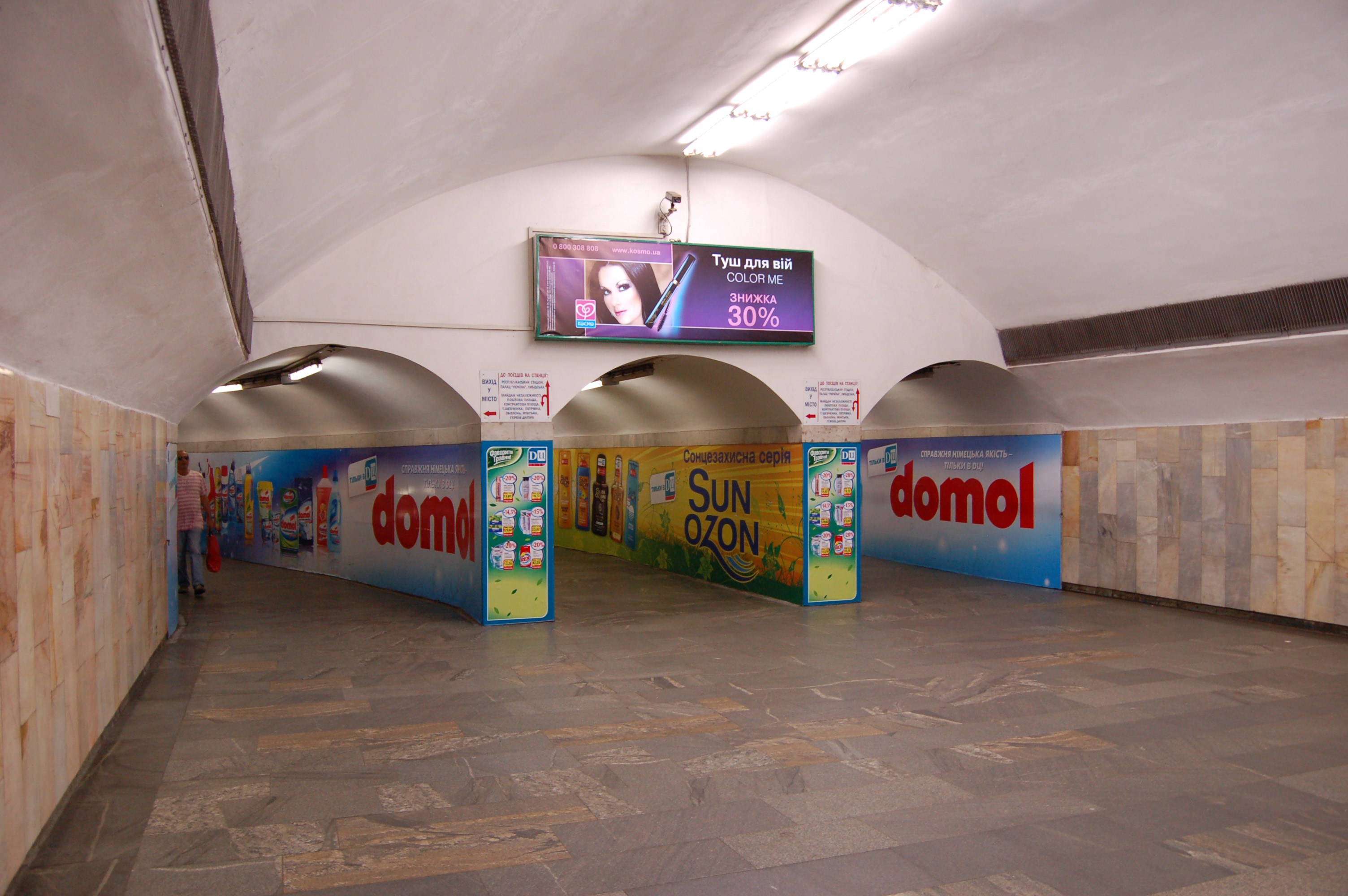
Аванзал поруч з ескалаторами. Вигляд у бік станції «Площа Українських Героїв»